# ALSEP

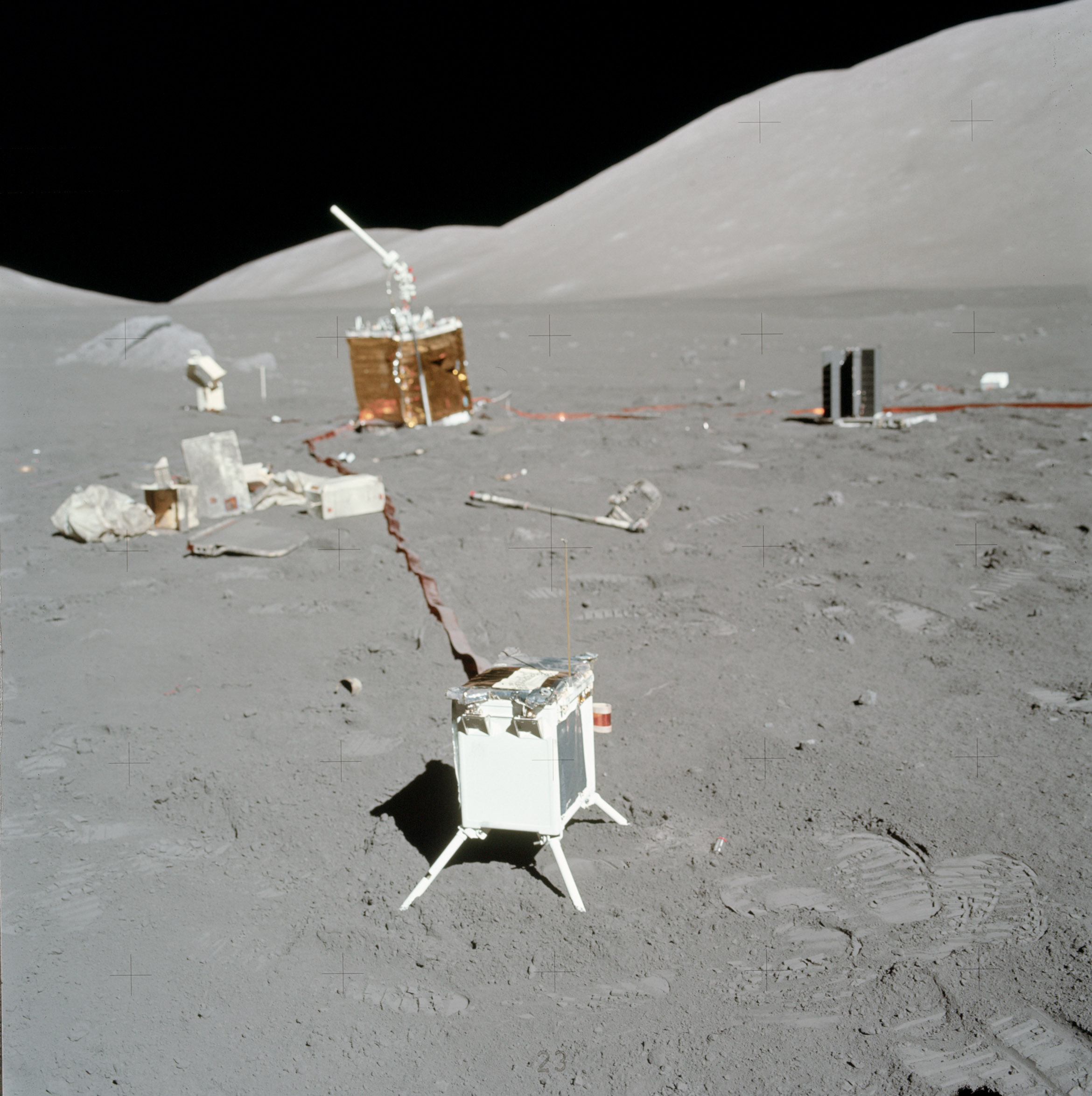
Az egyik Apollo műszercsomag a holdfelszínen

Az ALSEP a NASA által az Apollo-program során a Holdra küldött Apollo Lunar Surface Experiment Package (Apollo Holdfelszíni Műszercsomag) rövidített elnevezése. A műszercsomag expedícióról expedícióra változó összetételű mérőeszközökből állt és működése az égitest mind teljesebb megismerését szolgálta. Az összesen hat sikeres holdi Apollo-leszállás során öt ALSEP és egy EASEP (Early Apollo Experiment Package – Első Apollo Műszercsomag) – az Apollo–11 által feljuttatott, még csökkentett tudású és kiépítettségű műszerkészlet –jutott el az égitest felszínére.
Az ALSEP berendezései két fő alcsoportra oszthatók: aktív és passzív műszerekre. A passzív (energiabetáplálást nem igénylő) műszerek mind a mai napig szolgáltatnak adatokat, az aktív műszerek közül az utolsó 1977-ig működött, adatokhoz juttatva a kutatókat.

## A műszerek listája

### Minden repülésen használt, alapvető egységek
| Név                                           | Ábra | Kép | Leírás |
| Központi egység                               |      |     | A központi egység az ALSEP aktív műszereinek irányítóközpontjaként szolgált. A földi irányítás ezen keresztül „kommunikálhatott” a műszerekkel (a kutatók rádión keresztül fogadták a megfigyelési eredményeket és parancsokat juttattak fel, például üzemmódváltásra, mérések megkezdésére, befejezésére, stb.). Emellett a központi egység szolgált energiaelosztóként az egyes műszerek számára. Az egység egy 25 kg-os doboz formájú test volt, amely egyik felső sarkán kapott helyet az adatátvitelhez szolgáló rúdantenna. Az Apollo–12, –14, –15 központi egységében kapott helyet egy önálló műszer, a pordetektor is, amellyel a műszeren megtelepedő por mennyiségének növekedését mérték. A képen az Apollo–16 műszercsomagjának központi egysége látható |
| Rádióizotópos thermoelektomos generátor (RTG) |      |     | A termoelektromos generátor szolgált az ALSEP energiaforrásaként. A plutónium–238 fűtőelemek által szolgáltatott hővel hozzávetőleg 70 watt elektromos energiát állított elő. A képen az Apollo–14 generátora látható (a háttérben a központi egységgel) |
| RTG fűtőelem tároló                           |      |     | Az RTG fűtőelem-tároló szolgált a radioaktív plutónium–238 fűtőelemek tárolására. A tárolótartály a holdkomp leszállófokozatában egy teljesen különálló rekeszben foglalt helyet a műszertároló mellett. Mind a tartályt, mind a tárolórekeszt úgy tervezték, hogy kibírjon egy esetleges startbalesetet, amely a Saturn V robbanásával jár, illetve ugyanígy ellenálljon a földi légkörbe való visszatérésnek, ha valamilyen probléma folytán startmegszakításra kerülne sor és a holdkomp visszazuhanna a légkörbe és ott elégne. A képen Edgar Mitchell gyakorolja a fűtőelem-tároló kiemelését a holdkompból. |

### A mérőműszerek
| Név                                                                                       | Ábra | Leírás |
| Aktív rengésmérő (Active Seismic Experiment – ASE)                                        |      | A földrengések vizsgálatával a Hold belső szerkezetét határozták meg a geológusok, ehhez az űrhajósok robbanótölteteket helyeztek ki, amelyek rengéseket keltettek a talajban és ezeket a rengéseket geofonok detektálták. Ennek alapján tehát a műszernek három fő részegysége volt: három geofonból álló érzékelőrendszer, négy – a központi egység mellett lefektetett érzékelőktől 150, 300, 900, 1500 méterre kilőhető – gránátvető töltet, melyeket az űrhajósok hazaindulása után az irányítás távirányítással hozott működésbe, valamint egy, az űrhajósok által működtetett aktivátor, amellyel 21 miniatűr töltettel keltettek rengéseket az ALSEP telepítési helye közelében. (Az ábrán az űrhajósok által működtetett aktivátor egység látható) Mérési eredményei: A rengésmérések fő eszközének nem ez a berendezés, hanem a passzív szeizmométer számított, azonban az csak a véletlenszerű becsapódásokat és a még ritkább holdrengéseket rögzítette, szemben ezzel az eszközzel amely azt az előnyt hordozta, hogy a kutatók pontosan tudták mikor és mekkora rengés várható, hátránya volt viszont, hogy ennek mélységi érzékenysége csak száz méteres nagyságrendű volt. A műszer méréseit a földrengéshullámok terjedési sebességének pontosabb meghatározásához használták fel. Ezek alapján a rengések a holdkéregben 0,1–0,3 km/h sebességgel terjedtek. Küldetések: - Apollo–14 - Apollo–16 |
| Töltött részecske számláló (Charged Particle Lunar Environment Experiment – CPLEE)        |      | A töltött részecske számláló a negatív és pozitív töltésű részecskék (elektronok és ionok) holdfelszín feletti előfordulását, sűrűségét mérte. Működése szoros összefüggésben állt a hidegkatódos ionizációmérővel és a szupratermális ionkeresővel. A CPLEE nem volt önállóan felállítandó műszer, hanem a központi egységben kapott helyet. Mérési eredményei: A Hold felszíne felett a napszélből származó töltött részecskék ragadnak meg átmenetileg az égitest gyenge gravitációjában. A műszer ennek mérését kapta feladatul, illetve a részecskék mennyiségének időbeli változását, ahogy a Hold hol a Föld mágneses terében tartózkodik, hol elhagyja azt keringése során. A legérdekesebb mérés mégis egy ember létrehozta eseményhez kapcsolódik: a H és J típusú repüléseken a holdkompok felszállófokozatát az űrhajósok anyaűrhajóba átszállását követően távirányítással becsapódtatták a felszínbe és a műszer az Antares becsapódását rögzítette „részecske-jelenségként”. A holdkompban kb. 180 kg-nyi üzemanyagmaradék volt, amely a becsapódás energiájától ionizálódott és a 66 kilométerre a leszállóhelytől történt becsapódásból származó részecskefelhőket, valamint azok 1 km/sec. terjedési sebességüket érzékelte a műszer (és testvérműszerei). Küldetések: - Apollo–14 |
| Hidegkatódos ionizáció mérő (Cold Cathode Ion Gauge – CCIG)                               |      | A hidegkatódos ionizációmérőt a Hold légkörének mérésére tervezték. Eredetileg szupratermális ionkereső részeként akarták alkalmazni, azonban az általa gerjesztett erős mágneses mező interferenciát okozott volna, így végül a SIDE dobozán kívüli, külön egységként készült el. A műszer az ábrán a SIDE jobb oldalán látható kisebb doboz. Mérési eredményei: Az általános közvélekedés axiómaszerűen említi, hogy a Holdnak nincs légköre. Tudományos értelemben azonban ez nem igaz, egy nagyon híg, állandóan változó összetételű légkör mindig övezi a Holdat. A mérések kb. 200 000 molekula/cm³ sűrűségű gázanyagot érzékeltek a felszín felett, amely száztrilliószor ritkább a Föld átlagos légköri sűrűségénél és az egész légkör tömegére 10³ kilogramm adódott (összehasonlításul a földi érték 5*1018 kg). A légkör eredetéül két forrás szolgál: meteoritbecsapódások során a felszín alól felszabaduló gázok, illetve a napszél részecskéi. Az atmoszféra összetétele nem állandó, hanem állandóan változik és elsősorban nehezebb molekulákból áll, amelyek hónapokig megmaradhatnak a felszín közelében (a könnyebb anyagok, mint például a leggyakrabban előforduló hidrogén és hélium a gyenge gravitációban csak órákig képes megmaradni, elegendő a napsugárzás melege, hogy a szökési sebességhez szükséges mozgási energiát megkapják a könnyű atomok). A műszer érzékenységére jellemző, hogy akárhányszor jártak az űrhajósok a közelében, az – egyébként hagyományos értelemben véve tökéletesen záró – űrruhákból megszökő gázokat tökéletesen detektálta. A három expedíción is alkalmazott műszerek közül kettő is négy éven keresztül szolgáltatott méréseket. Küldetések: - Apollo–12 - Apollo–14 - Apollo–15 |
| Hidegkatódos mérőműszer (Cold Cathode Gauge Experiment – CCGE)                            |      | A CCGE lényegében a CCIG külön felállítható változata volt (a fő változatnak számító CCIG a szupratermális ionkeresővel összeköttetésben működött), azonban egyszer sem használták, mivel az csak az Apollo–13 műszerkészletének része volt, amely nem jutott el a Holdra. |
| Hőáramlás mérő (Heat Flow Experiment – HFE)                                               |      | A hőáramlás mérőt arra szánták, hogy meghatározza a Hold belsejéből kisugárzó hőt mérje különböző mélységekben a felszín alatt. A műszer két részből állt, egy elektronikai dobozból és két, egyenként 2,5 méter hosszú szondából, amelyeket az űrhajósok által fúrt lyukakba kellett leereszteni. Mérési eredményei: A mérésekkel meg lehetett határozni a rádióizotópok jelenlétét az égitest belsejében, valamint a Hold fejlődéstörténetének hőtani fejezetét. Minden bolygótest belseje melegebb és kifelé csökken a hőmérséklete, ám a belső hőt kisugározza az űrbe. Ezt a hősugárzást akarták a kutatók megmérni, mert ebből lehetett következtetni a belső hőnek fűtőanyagul szolgáló radioaktív anyagok mennyiségére, valamint hogy a lehűlés melyik stádiumában tart a Hold. A mérésekből – az előzetes feltételezéseknek megfelelően – az derült ki, hogy égi kísérőnk sokkal hidegebb belülről, a hőkisugárzás mértéke mindössze 18-24%-a a földi értéknek. Az égitest hőteljesítményét úgy lehetne összegezni, hogy egy a felszínen kijelölt 60x60 méteres területről lehetne egy hagyományos 60 wattos izzó energiaigényét kielégíteni. A mérések azonban elég nagy bizonytalanságú eredményt szolgáltattak, egyrészt természetes, másrészt technikai okokból. A Holdon 14 napig tartó nappal során az érzékelő-szondákat befogadó felső talajréteg, a regolit felmelegszik, majd az ugyancsak 14 napos éjszaka alatt lehűl, a mérési eredményeket ettől a torzító hatásról meg kellett tisztítani. A nagyobb problémát azonban a műszerek sikertelen kihelyezése jelentette. A műszer utazott az Apollo–13-on, ám elégett a földi légkörbe visszatérő Aquariusban, majd az Apollo–15 is magával vitte, de a szondákhoz szükséges lyuk fúrásához rendszeresített fúró konstrukciós hibája miatt a szükséges 2,5 m-es mélység helyett csak 1,5 méterre sikerült lebocsátani az érzékelőket, végül az Apollo–16-on pedig Young parancsnok véletlenül átbotlott a műszer tápkábelén és elszakította azt, teljesen tönkretéve. Egyedül az Apollo-17-en sikerült problémamentesen felállítani a műszert. A mérések a mindössze „másfél” mérőpont miatt azonban nem tekinthetők teljesen megbízhatónak. Küldetések: - Apollo–15 - Apollo–16 - Apollo–17 |
| Holdi atmoszféra-összetétel mérő (Lunar Atmosphere Composition Experiment – LACE)         |      | A holdi atmoszféra-összetétel mérőt a holdi légkört felépítő anyagok detektálására tervezték. Mérési eredményei: Az egyetlen expedíción felküldött műszer a korábbi hidegkatódos ionizációmérő (CCIG) és a szupratermális ionkereső (SIDE) szerepét vette át, a két műszert ötvözte egyben. Eredményeit lásd: CCIG és SIDE. Küldetések: - Apollo–17 |
| Holdi anyagkidobódás és meteorit érzékelő (Lunar Ejecta and Meteorites Experiment – LEAM) |      | Az anyagkidobódás és meteorit érzékelőt a Holdba csapódó meteoritokat, valamint az általuk a felszínről kidobódó, majd visszahulló anyag becsapódásainak érzékelésére alakították ki. Három, különböző irányba néző érzékelőlapja a becsapódó porszemek irányát és sebességét mérte. Mérési eredményei Az évmilliárdokkal korábban leállt vulkanikus tevékenység híján a Hold fő felszínformáló ereje a talajra akadály nélkül lejutó meteoritok és kozmikus porszemcsék zápora. Ez a zápor őrölte púderszerűen finom porrá a holdfelszín legfelső rétegét, létrehozva a regolitot. A Holdra záporozó por elsődleges forrása a kozmikus por és a kisebb meteoritok, másodlagos forrása pedig a nagyobb testek becsapódása során a magasba dobódott és a felszínre akár több száz kilométerrel arrébb visszahulló anyag. A mérések azonban kevés ilyen forrásokból származó anyag becsapódását érzékelték, ehelyett azt a meglepő felfedezést tették, hogy a holdpor lassan vándorol a felszínen. Küldetések: - Apollo–17 |
| Lézertükör (Laser Ranging Retroreflector – LRRR)                                          |      | A lézertükrök segítségével a Föld-Hold távolságot centiméteres pontossággal lehetett mérni. A Földről lézerrel világították meg a tükröt, amely különleges kialakítása révén a beérkező lézernyalábot pontosan a forrása felé tükrözte vissza. A lézerimpulzus kibocsátása és a visszaverődés közötti időkülönbséget mérve pontosan meghatározható volt a két égitest pillanatnyi, pontos távolsággal. Hosszabb méréssorozatokkal a Föld-Hold rendszer egymáshoz képesti mozgását lehet feltérképezni. A lézertükör – lévén passzív, energiát és karbantartást nem igénylő eszköz – az egyetlen, amelyet még ma is használnak mérésekre. Az ábrán felül az Apollo–11 által felállított kisebb, alul pedig az Apollo–15 nagyobb méretű tükre látható. Mérési eredményei: A három expedíció által szállított lézertükrök három mérési pontja révén nagy pontossággal – kb. 3 centiméteres hibahatárral – lehetett meghatározni az égitestek távolságát. Ezen mérések alapján a Hold átlagos távolsága 384 400 km-re adódott – 363 104 és 405 696 km-es szélső értékekkel. Ám érdekesebb adatok is származnak a mérésekből: a Hold az árapály jelenség miatt évi 3,8 centiméterrel távolodik a Földtől. További adatokhoz jutottak a tudósok a forgás változásairól is, amely a Hold egyenetlen belső tömegeloszlásának lehet a következménye. A mérések, bár az azok elve egyszerű volt, nem voltak egyszerűen kivitelezhetőek. A lézerfényt használták, mivel az a legfókuszáltabb fény, ám a földfelszínről felbocsátott 1-2 centiméteres átmérőjű lézernyaláb a holdfelszínen már 7 km-es, a visszavert nyaláb pedig a 20 km-es területet fedett le, természetesen jelentősen veszítve az erejéből. Éppen ezért csak nagyméretű távcsövekkel lehet detektálni a visszavert fényt és megmérni a távolságot. Emiatt az első, 100 visszaverő felületből álló tükröt a harmadik példánynál egy 300 visszaverő felületű változatra cserélték, ám a háromszor akkora eszköz meglepetésre nem hozott javulást az érzékelésekben. Küldetések: - Apollo–11 - Apollo–14 - Apollo–15 |
| Holdi metszeti rengésmérő (Lunar Seismic Profiling Experiment – LSPE)                     |      | A holdi metszeti rengésmérő az aktív rengésmérőhöz (ASE) hasonló berendezés volt, amely négy geofonból álló érzékelőhálózatával fogta a nyolc különböző nagyságú robbanótöltet által keltett rengéshullámokat. A műszer annyiban különbözött hasonló társától, hogy ennek már néhány kilométeres mélységig terjedt a mérési érzékenysége. Egyetlen küldetésen repült, ez számított a legfejlettebb aktív rengésmérő berendezésnek. Mérési eredményei: A fő szeizmológiai műszer nem ez, hanem a PSE volt, ez csak pontosította a méréseket. A mérési eredményeket lásd alább, a PSE leírásánál. Küldetések: - Apollo–17 |
| Holdfelszíni graviméter (Lunar Surface Gravimeter – LSG)                                  |      | A gravimétert a holdi gravitáció nagyon pontos mérésére és időszakos változásainak detektálására tervezték. Az időszakos változások kimutatásával Einstein relativitáselméletének egyik, kísérletileg még nem bizonyított jelenségének, a gravitációs hullámok létét lehetett volna igazolni. Mérési eredményei: A mérések teljes eredménytelenséggel jártak, amely – mint később, a földi analízis során kiderült – a műszer tervezési hibájából adódott. Küldetések: - Apollo–17 |
| Holdfelszíni magnetométer (Lunar Surface Magnetometer – LSM)                              |      | A magnetométer a holdi mágneses mező detektálására, mérésére szolgáló eszköz volt. Az mérések a holdfelszín anyagának elektromos vezetőképességét is mérte, valamint tanulmányozni lehetett általuk a Napból származó plazmaáramlás és a holdfelszín kölcsönhatásait. Mérési eredményei: A magnetométeres mérések teljesen más jellegű mágneses mezőt mutattak ki a Holdnál, mint amilyen a Földnél mérhető. A legfontosabb tulajdonság, hogy a Holdnak nincs globális dipól mezeje, csak helyi jellegű mágneses mezők érzékelhetők. A magnetométerrel természetesen azokat a változásokat is mérni lehetett, amelyek a Föld mágneses mezejébe való be- és kilépés hatására jöttek létre. A holdi mágnesség ereje is nagyban különbözik a Földétől: a legerősebb holdi mágneses térerő is százszor kisebb volt, mint a földi értékek. Küldetések: - Apollo–12 - Apollo–15 - Apollo–16 |
| Passzív rengésmérő (Passive Seismic Experiment – PSE)                                     |      | A passzív rengésmérő a holdrengéseket érzékelte, amelyek elsősorban természetes forrásból – kozmikus testek becsapódásaiból és a kéreg belső mozgásaiból – származtak, de mesterséges rengéseket is keltettek a holdkompok felszállófokozatainak, vagy a Saturn V rakéták S-IVB végfokozatainak Holdnak ütköztetésével, illetve az aktív rengésmérő kísérletek robbantásaival. Ezekkel a megfigyelésekkel az égitest belső szerkezetét kívánták feltárni. Mérési eredményei: Lényegében az összes expedíció vitt magával egy-egy rengésmérőt, így az egyes – természetes forrásból (a Hold testének belsejében, vagy meteorbecsapódás következtében) kipattant, vagy robbantással kiváltott – rengéseket egyszerre több műszer is érzékelhette, amellyel főként ezek terjedési sebességét lehetett megállapítani, amely viszont kirajzolta az égitest belső szerkezetét. Eszerint a Hold ugyanolyan szerkezetű, mint a Föld, egy vékony kéreg övezi, alatta egy vastagabb köpeny, legbelül pedig a mag található. Az eltérések a két égitest felépítésében elsősorban az arányokban tapasztalhatók. A holdkéreg 60–70 km vastag, a földi kéreg átlagvastagságának háromszorosa (arányaiban pedig tizenháromszorosa), a holdi köpeny több mint 1 200 km vastag, amelyhez képest a Földé ugyan két és félszer vastagabb, ám arányaiban a Hold köpenye majdnem kétszer olyan vastag, mint bolygónké. A mérések egy rendkívül kicsi magot találtak, mindössze 450 km átmérőjű lehet, főként vasból áll. Mivel a rengések más-más sebességgel terjednek a különböző halmazállapotú és anyagösszetételű rétegekben, ezekre a tulajdonságokra nézve is adatokhoz juthattak a kutatók. Eszerint az olvadt állapot csak a köpeny alsó részében és a magban áll fenn. A köpeny felső rétegének szilárdsága miatt a holdkéreg pedig nem mutat tektonikus tulajdonságokat, lényegében egy tömbben áll az egész. Az egyes héjak anyagösszetételére vonatkozó adatokat is kinyerhetők voltak a terjedési sebesség változásaiból: a kéreg plagioklász ásványokból, a köpeny olivin – elsősorban krizolit – és piroxén ásványokból, míg a mag főként vasból és kénból épül fel. Magukat a rengéseket elsősorban becsapódások okozták. Az 1977 szeptemberéig terjedő mérési időszakban kb. 1 700 becsapódási eredetű rengést mértek. Ezen kívül csak nagyon kevés „valódi” holdrengést érzékeltek, köszönhetően a teljesen leállt vulkanizmusnak és a tektonikus mozgások hiányának. Ezek a holdrengések legfeljebb a Richter-skálán mért 2-es erősséget érték el és 800–1000 km mélységben keletkeztek, kipattanásuk oka pedig a Föld-Hold rendszer keringésekor keletkező árapály erők keltette feszültség deformáló hatása. Küldetések: - Apollo–12 - Apollo–14 - Apollo–15 - Apollo–16 |
| Kompakt passzív rengésmérő (Passive Seismic Experiment Package – PSEP)                    |      | A passzív rengésmérőhöz (PSE) hasonló eszköz, a különbsége abban áll, hogy ez a műszer nem az ALSEP központtól kapta az energiát (lévén, hogy alkalmazására egyedül az Apollo–11-en került sor, amely nem vitt központi ALSEP egységet), hanem napelemtáblákkal állították elő a működéséhez szükséges elektromos energiát. A rengésmérő ezen alváltozata fogadott egy pordetektort is. Mérési eredményei: A műszer lényegében megegyezett a későbbi PSE mérőegységekkel (leszámítva az energiaellátás módját), de rendkívül rövid működési idejével nem sikerült komolyabb mérési eredményeket elérni általa. Küldetések: - Apollo–11 |
| Szupratermális ionkereső (Suprathermal Ion Detector Experiment – SIDE)                    |      | A szupratermális ionkeresőt a holdfelszín közelében található negatív és pozitív töltésű ionok energiájának, sebességének mérésére tervezték, hogy adatokhoz jussanak a tudósok a naprendszerbeli plazma, napszél és a Hold kölcsönhatásairól, valamint meghatározzák a holdfelszín elektromos potenciálját. Mérési eredményei: A műszer a töltött részecske számláló és a hidegkatódos ionizációmérő testvérműszere volt, a három egységből álló érzékelőrendszer a holdfelszín felett lebegő gázrészecskéket detektálta különböző tulajdonságokat felmérve. A SIDE a töltött részecskék energiáját – terjedési sebességét – és az azokhoz köthető ionforrások meghatározását végezte. A forrásokat – összhangban a másik két berendezés méréseivel – ez a műszer is a napszélben, a becsapódások során a felszín kőzeteiből felszabaduló gázokból és a becsapódtatott Saturn fokozatok és holdkompok kibocsátta gázokban jelölte meg. A természetes forrásokból származó gázfelhők terjedési sebességét 69 km/s-ban sikerült meghatározni, míg a becsapódtatott űrhajórészegységek hatásait sokkal gyengébbnek, mindössze 1-1,5 km/s sebességűnek mérte a berendezés. (A napszél és a becsapódások keltette gázkibocsátás szétválasztását a rengésmérő adatainak felhasználásával tudták elvégezni a kutatók: amikor valamilyen becsapódás keltett rengés után detektált gázrészecske felhőt a SIDE, akkor a becsapódást tekintették forrásnak, amikor nem kísérte szeizmikus tevékenység a gázfelhő áthaladását, akkor azt szoláris eredetűként azonosították a kutatók.) Küldetések: - Apollo–12 - Apollo–14 - Apollo–15 |
| Napszél összetétel mérő (Solar Wind Composition Experiment – SWC)                         |      | A napszél összetétel mérő a napszél részletesebb megismerésére, a bolygóközi teret megtöltő anyagok összetételének mérésére tervezett eszköz volt. Lényegében egy 1,4 x 0,3 méteres téglalap alakú alumínium fólia, amelyet egy rúdra függesztettek fel. A napszélmérő fólia csak műveleti értelemben volt az ALSEP része, hisz sem a felállítási helye, sem a működési ideje nem hasonlított a többi műszerére: általában közvetlenül a holdkomp mellett szúrták le a talajba és nem maradt a Holdon, az utolsó holdséta végeztével az űrhajósok összecsomagolták és hazahozták a Földre. Mérési eredményei: A mérések mindenekelőtt a napszélben utazó részecskék mibenlétére vonatkoztak. Elsősorban nemesgáz izotópokat sikerült csapdába ejteni, olyanokat mint a hélium-3, hélium-4, neon-20, neon-21, neon-22 és argon-36. Küldetések: - Apollo–11 - Apollo–12 - Apollo–14 - Apollo–15 - Apollo–16 |
| Napszél spektrométer (Solar Wind Spectrometer Experiment – SWS)                           |      | A napszél spektrométer a napszél részletesebb megismerésére és a holdi környezettel kapcsolatos kölcsönhatások megfigyelésére szolgáló eszköz volt, amely az SWC méréseinek komplementere volt: ez a Holdon maradó, hosszútávú méréseket végző műszer volt és nem a részecskék mibenlétére, hanem azok energiájának érzékelésére tervezték. Hét, különböző irányokba néző érzékelőcsészével próbálták meghatározni a Hold felett vándorló részecskék haladási irányát és sebességét. Általában mindig az a csézse érzékelte a legjelentősebb mozgásokat és energiát, amely a Nap felé nézett (ezzel támasztva alá a feltételezést hogy a Hold felett mozgó részecskék forrása a napszél). Lévén a műszer folyamatos mérésre alkalmas, egyben a Föld mágneses mezejének napszélre gyakorolt hatását is mérhették a szakemberek. Mérési eredményei: A mérések kimutatták, hogy a napszél kb. 95%-ban protonokból és elektronokból áll (nagyjából egyenlő arányban), amelyeket szinte az összes kémiai elemet reprezentáló ionok egészítenek ki. A Hold Föld körüli keringésének nagyjából kétharmadában – amikor az égitest bolygónk mágneses mezején kívül tartózkodott – átlagosan 10-20 részecske/cm³ sűrűségűnek mérték a napszelet, amely 400–650 km/s sebességgel „fújt”. A keringés további egyharmadában (a földi mágneses mezőn belül), a napszél nem volt mérhető. Ugyanakkor detektálható volt egy átmeneti tartomány is a mezőbe be- és kilépéskor, ahol a részecskék sebessége 250–450 km/s értékre csökkent. Küldetések: - Apollo–12 - Apollo–15 |

## A műszerek összetétele ez egyes expedíciókon

### Apollo–11
| Műszer | Kép | Leírás |
| LRRR   |     | A kép készítésekor a fekete porvédő takaró még rajta volt a lézertükrön, később ezt eltávolították az űrhajósok. |
| PSEP   |     | 21 napnyi működés után meghibásodott.                                                                            |

### Apollo–12

Az Apollo–12 ALSEP állomás kihelyezési vázlata

| Műszer    | Kép | Leírás |
| LSM       |     | |
| PSE       |     | |
| SWS       |     | |
| SIDE/CCIG |     | A CCIG a bal oldali, kisebb műszer, amelyet vezeték köt a nagyobb SIDE-hez. A CCIG mindössze 14 órányi működés után meghibásodott. |

### Apollo–13

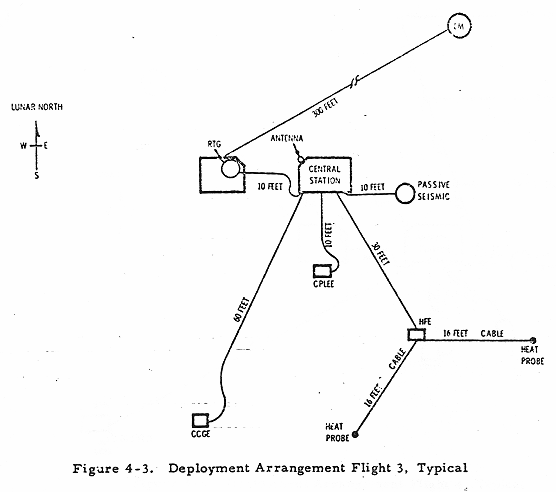
Az Apollo–13 ALSEP tervezett kihelyezési vázlata

A Hold felé tartó úton történt robbanás miatt a holdra szállást törölte az irányítás, így az ALSEP műszerei a holdkompban visszatértek a Földhöz és a légkörbe lépve megsemmisültek.
| Műszer | Leírás                                   |
| CPLEE  |                                          |
| CCGE   | Csak ezen a repülésen alkalmazták volna. |
| HFE    |                                          |
| PSE    |                                          |

### Apollo–14

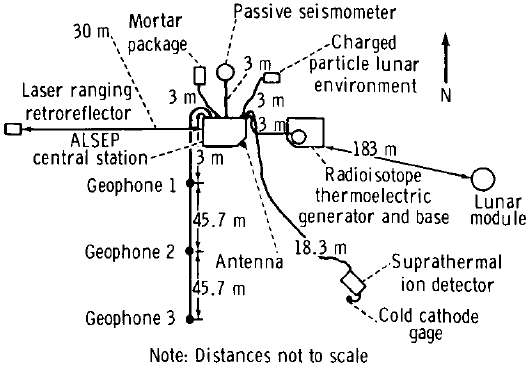
Az Apollo–14 ALSEP állomás kihelyezési vázlata

| Műszer    | Kép | Leírás |
| ASE       |     | A felső kép a belövőszerkezetek egyikét mutatja. Az alsó képen pedig Edgar Mitchell holdkomppilóta éppen működésbe hozza az elsütő szerkezetet. A huszonegy belövőből tizenhárom működött a terv szerint. A fel nem robbantak közül négy töltetet eleve nem is indítottak be a kihelyezésük során felmerült, az űrhajósok biztonságát érintő aggodalmak miatt, ám később, az ALSEP működési idejének lejárta előtt távirányítással megpróbálkoztak vele, azonban a töltetek a hosszú várakozási idő miatt csütörtököt mondtak. |
| CPLEE     |     | |
| LRRR      |     | |
| PSE       |     | |
| SIDE/CCIG |     | A SIDE a bal felső sarokban míg a CCIG a kép közepén látható |

### Apollo–15

Az Apollo–15 ALSEP állomás kihelyezési vázlata

| Műszer    | Kép | Leírás |
| HFE       |     | A kép közepén az elektronika háza látható, ahonnan két vezeték fut az érzékelőkhöz. Az érzékelők kihelyezéséhez szükséges lyukak fúrása nehézségekbe ütközött, mivel a fúrás váratlan talajellenállásba ütközött, így az érzékelőket nem sikerült a kellő mélységbe leengedni. A későbbi vizsgálat szerint nem a talaj volt tömörebb a vártnál, hanem a fúró tervezési hibája okozta a nehézséget. Az Apollo–15 hőérzékelőjének mérési eredményei csak később, az Apollo–17 mérési eredményeivel összehasonlítva lettek értelmezhetőek. |
| LRRR      |     | Az Apollo–15 ALSEP-jénél alkalmazták egyedül a nagyobb visszaverő felületű – 300 db przmából felépített – tükröt. |
| LSM       |     | |
| PSE       |     | |
| SWS       |     | |
| SIDE/CCIG |     | A SIDE balra látható, míg a CCIG jobbra, a csatlakozórúd végén. Érdekesség a SIDE ferdesége, amelyre az Apollo–15 leszállóhelyének magasabb északi szélessége miatt volt szükség. További érdekesség a két műszert összekötő csatlakozórúd, amelyet a korábbi legénységek tapasztalata alapján fejlesztettek a mérnökök, mivel a kihelyezést megnehezítette az egyszerű huzalos kapcsolat a megelőző tapasztalatok szerint. |

### Apollo–16

Az Apollo–16 ALSEP állomás kihelyezési vázlata

| Műszer | Kép | Leírás |
| ASE    |     | A képen a gránátvető egység látható. Érdekesség a továbbfejlesztett alátétlemez, amelyekkel az Apollo–14-nél előfordult problémákat igyekeztek kiküszöbölni. Három sikeres gránátvetés után a függőleges érzékelő elhajlott, így a negyedik lövést már nem hajtották végre ezzel az eszközzel. A tizenkilenc további robbanótöltetet – más vetőcsövekkel – sikerrel működésbe hozták. |
| HFE    |     | A képen a sikeresen kihelyezett hőérzékelő látható. Az érzékelők sikeres kihelyezése után John Young parancsnok lába véletlenül beleakadt a műszer kábelébe, amelyet kiszakított a központi egységből. Sajnos a hiba javíthatatlannak bizonyult, a méréseket így nem lehetett végrehajtani.                                                                                           |
| LSM    |     | |
| PSE    |     | |

### Apollo–17

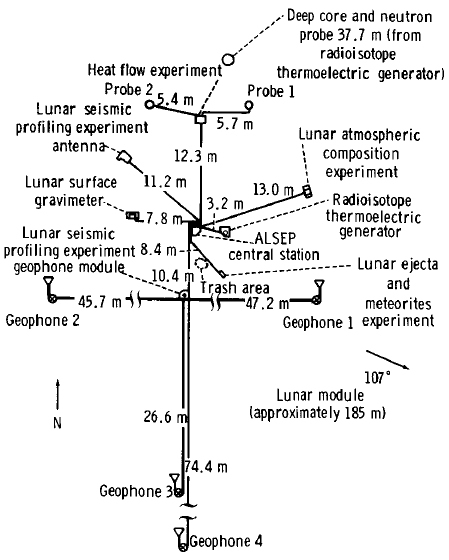
Az Apollo–17 ALSEP állomás kihelyezési vázlata

| Műszer | Kép | Leírás |
| HFE    |     | Az érzékelők egyike az előtérben, míg az elektronika háza és a másik érzékelő a háttérben látható.                                          |
| LACE   |     | |
| LEAM   |     | A LEAM az előtérben látható. A műszer eredményeinek tudományos értéke megkérdőjelezhető néhány, a mérési sorból kiugróan eltérő adat miatt. |
| LSPE   |     | A felső kép az LSPE antennáját mutatja az előtérben, míg az alsó képen az egyik robbanó töltet látható.                                     |
| LSG    |     | Az LSG a felszínen. Egy tervezési hiba folytán a műszer végül nem volt képes pontos méréseket végezni.                                      |

## A műszerek kihelyezése
Az ALSEP-rendszer az egész Apollo–vállalkozás sarokkövének számított, a kőzetminták mellett a Holdról – és a belső Naprendszerről szerzett mai tudásunkat köszönhetjük alkalmazásának, ezért kiemelt jelentőségű volt a műszercsomagok felállítása. A G és H típusú (gyalogos) küldetéseken az egész első holdsétát a felállításnak szentelték, míg a későbbi, holdjárós utakon is az első holdséta zömét az ALSEP aktiválása tette ki.

A gyalogos utakon a berendezések holdfelszíni mozgatása okozta a legnagyobb fejtörést, ezért a három expedíción folyamatos fejlődés kísérte végig ezt a műveletet, míg a holdjárós utakon többé-kevésbe egyformán zajlott az ALSEP kihelyezése.

### Felállítási sajátosságok az egyes expedíciókon
Az Apollo–11 útján Armstrongnak és Aldrinnak egyszerű dolga volt, mindössze három, önműködő, ill. gondozást nem igénylő egységet kellett kihelyezniük. A feladat olyan egyszerű volt, hogy nem is volt szükség hozzá mindkét űrhajósra, egyedül a holdkomppilóta is elég volt, hogy kicsomagolja a holdkompból a műszereket és elhelyezze őket a felszínen. Aldrinnak mindössze annyi dolga volt, hogy a lézertükörről levegye a porvédő takarót, illetve a rengésmérő egyik, véletlenül beragadt napelemtábláját kézzel kinyissa. Az EASEP kihelyezésének fő tanulsága az volt, hogy nem szabad a műszereket a holdkomphoz közel felállítani, lehetőleg több száz méterre kell őket arrébb vinni, mivel a felszálláskor a felszálló hajtómű gázsugara sérüléseket okozhatott az érzékeny műszerekben.

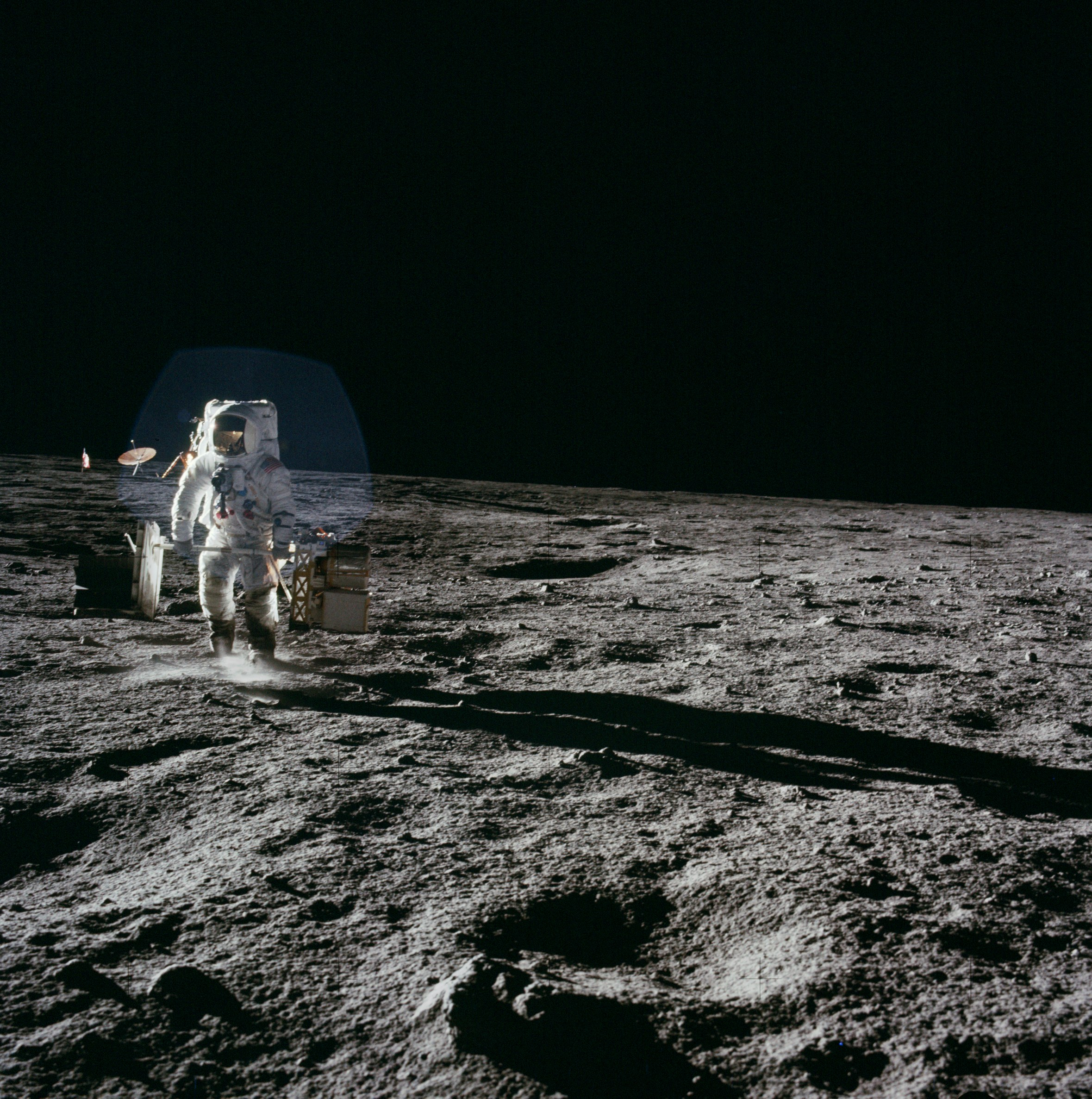
Alan Bean a súlyzó alakúra csomagolt ALSEP műszereit cipeli a Viharok Óceánján

Az Apollo–12 volt az első expedíció, amelyen teljes ALSEP utazott és egy teljes 4 órás holdsétát áldoztak a műszerek felállítására. A feladat bonyolultságát mutatja, hogy nemcsak a felállítási idő nőtt többszörösére, hanem Pete Conrad és Alan Bean teljes „munkaidejét” ennek a feladatnak rendelték alá. Az űrhajósok a holdkomptól kb. 130 méterre található sík terepet választottak a műszerek felállításához. Bean feladata volt, hogy az eszközöket eljuttassa oda: a berendezéseket két csomagba csomagolták a holdkompba való betároláshoz, amelyeket a rádióantenna rúdjával, mintegy súlyzót kapcsolták össze az űrhajósok és így, súlyzó módjára cipelte Bean őket a felállítási helyre. A cipelés nagyon nehéznek bizonyult, A „súlyzót” cipelő űrhajósnak néhány tucat méter után az egekbe szökött a pulzusa a megerőltetéstől, a csomagok pedig le-leütődtek a talajhoz, meghibásodással fenyegetve, míg a plutónium töltetű generátor hője égette az űrhajós lábát. Egy másik kellemetlen tapasztalat volt, hogy a központi egységet és a műszereket összekötő kábelek nagyon megnehezítik a munkát. A hosszú hónapokig feltekert állapotban tárolt kábelek a gyenge gravitációban nem feküdtek el a talajon, hanem összevissza kanyarogtak, tekeregtek, gondot okozva az űrhajósok mozgásában, mivel végzetes lett volna, ha azok elbotlanak valamelyik kábelben. A műszerek felállítása nem okozott gondot, egyedül a központi egység plutónium hajtóanyagát magába fogadó tartállyal akadt többletmunkájuk az űrhajósoknak, ugyanis az a holdkomp biztonsági tartójában megszorult és a kicsomagolásnál csak durva kalapácsütésekkel sikerült kiszabadítani.

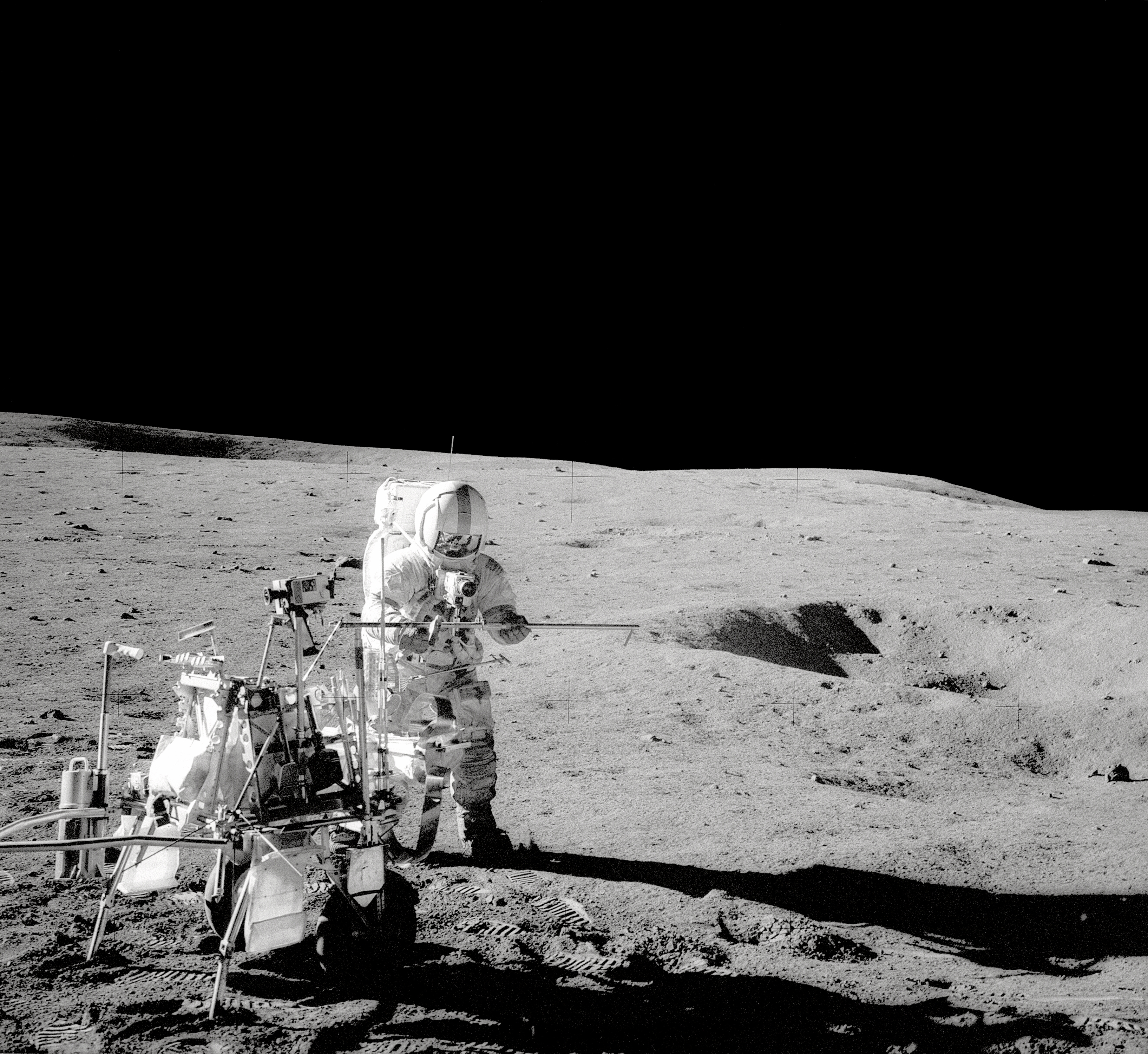
Alan Shepard és a MET a Fra Mauro fennsíkon

Az Apollo–14 sokkal problémamentesebb ALSEP kihelyezést hozott, mint az Apollo–12. A legfőbb újdonság a MET (Mobile Equipment Transporter – Guruló Eszközszállító) volt, egy voltaképpeni kézikocsi, amit az űrhajósszleng riksa névre keresztelt. A MET-et a műszerek és a kőzetminták könnyebb szállítására találták ki a tervezők, elkerülendő az űrhajósok idő előtti kifáradását. A műszerek felállítását több kisebb probléma nehezítette. Egyrészt mivel a Cone kráter melletti leszállóhely szándékosan egy geológiailag bonyolultabb hely volt, a felszín nem volt sima, így nehéz volt olyan sík „tisztást” találni, ahol a műszerek rendeltetésszerűen felállíthatóak voltak. Hosszas keresgélés után a holdkomptól mintegy 180 méterre találták meg a megfelelő helyet. Érdekesség, hogy a lézertükröt további 30 méterrel arrébb állították fel, teljesen külön a többi berendezéstől. A keresgélés sok értékes időt vett el. Másrészt a kocsi húzása szinte ugyanolyan fárasztónak bizonyult, mint a „súlyzó” cipelése. A MET Edgar Mitchell gondjaira volt bízva, akinek ugyanúgy váratlan pihenőket kellett tartania a dimbes-dombos terep okozta kimerültség miatt, mint az Apollo–12 űrhajósainak. Ez szintén időveszteséghez vezetett. Harmadrészt a por is kisebb időveszteségeket okozott. Az egyes műszereket csapszegek rögzítették szállítási helyzetbe, amelyek megteltek porral és elengedtek. Végül az irányításnak fél órával meg kellett hosszabbítania az első űrsétát. Az űrhajósok legérdekesebb kísérlete a rengésmérésekhez használt kis robbanótöltetek működésbe hozatala volt. A huszonegy töltetből azonban csak tizenhármat robbantottak fel (négyről eleve lemondtak félve, hogy tönkreteszik az ALSEP egyéb műszereit, a többi pedig nem működött rendesen).

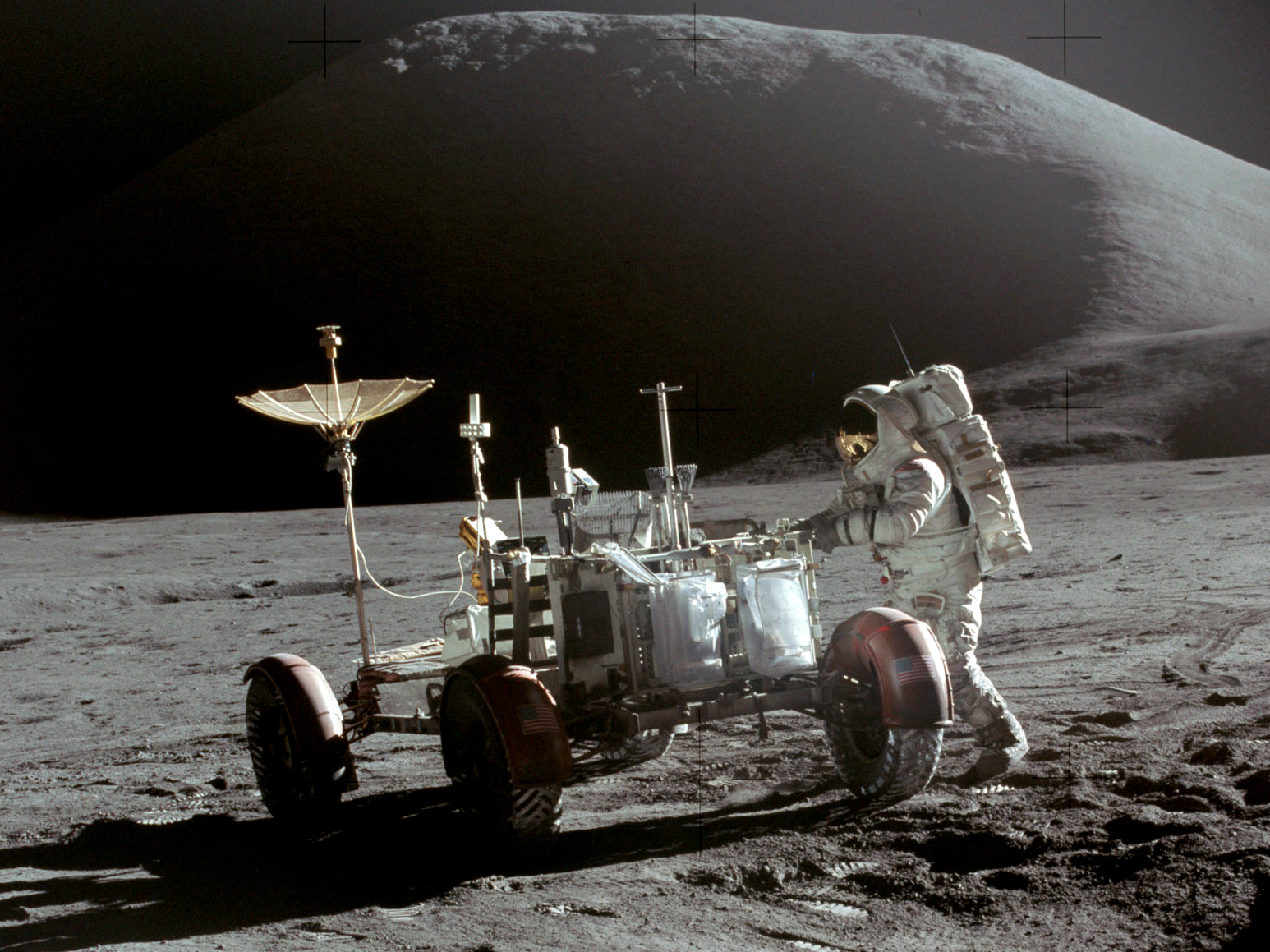
Jim Irwin az első holdjáró mellett

Az Apollo–15 műszer-kihelyezése az első holdjáróról és a véget nem érő fúrási problémákról lett emlékezetes. A Lunar Rovert a tervezők a geológiai kutatások kiterjesztéséhez fejlesztették ki, azonban látványos hatékonyságjavulást okozott az ALSEP kihelyezésében is, hiszen megszűnt a fárasztó cipelés. Dave Scott és Jim Irwin egy rövid próbautat követően felrakta a műszereket a holdjáróra és egy, a holdkomptól mintegy 110 méterre fekvő sík területhez szállította őket. Az ALSEP műszereinek felállítása minden nehézség nélkül lezajlott, egyetlen kivétellel: a hőáramlásmérő (HFE) kihelyezése véget nem érő kudarcsorozatba torkollott. A műszerek kihelyezésére az első holdséta második felét szánta a műveleti terv, de a hőáramlásmárő szenzoraihoz szükséges lyuk talajba furása nem sikerült az adott időkeretbe, a talaj egy vékony felső réteg után áthatolhatatlannak bizonyult. A második holdsétára halasztott fúrás sem járt sikerrel, egy második lyuk fúrása is megrekedt kb. 1,5 méteres mélységben, sőt végül a fúrószár is kiemelhetetlenül beleszorult a lyukba. Így a nem megfelelő mélységig elkészített lyukakban csak korlátozott értékű mérések váltak lehetővé a későbbiekben.
Az Apollo–16 ALSEP-jének felállítása volt talán az egész Apollo-program legproblémamentesebb művelete, annak ellenére, hogy a műszerek felállítási helyére történő szállítás közben az egyik műszercsomag leesett a Roverről (ez semmilyen meghibásodást nem okozott). A felállítási hely kb. 95 méterre feküdt a holdkomptól. John Young parancsnok kitalálta, hogy ő és Charles Duke rajzolják meg az ALSEP „kapcsolási rajzát” a holdjáróval, hogy a kábeleket könnyebb így könnyebben fektethessék le a műszerek között (az aktív rengésmérő geofonjai könnyen eltűntek a hepehupák között a porban, így viszont könnyű volt megtalálni őket a keréknyomvonal mentén). Egyetlen komolyabb probléma árnyékolta be az ALSEP kihelyezést: Young véletlenül átbotlott az egyik kábelben, amelyet így kitépett a központi egységből, használhatatlanná téve a hozzá kapcsolódó hőáramlásmérő műszert.
Az Apollo–17 volt a legutolsó ALSEP-et kihelyező expedíció. Eugene Cernan és Harrison Schmitt a holdkomptól 185 méterre állították fel a mérőállomást, sok nehézséggel küszködve. Elsőként a központi egységet csak alig bírták beindítani, a sokadik kísérletre kapcsolt be a rendszer. Aztán a különböző fúrásokkal támadt ugyanolyan probléma, mint az Apollo–15-ön. A parancsnok ugyan le tudott fúrni a kívánt mélységbe, de ott beszorult a fúró olyannyira, hogy az irányításnak Schmittet is oda kellett rendelnie segíteni. A munka olyan döbbenetesen elhúzódott, hogy az első holdséta közel 80 százalékát erre áldozták és a geológiai kutatóútra mindössze 1 órányi idő maradt, több kutatóállomást töröltek a programból.

### Egy tipikus kihelyezési műveletsor
| Kép | Leírás |
|     | Általában a többi műszertől függetlenül, a holdkomp közvetlen közelében a talajba tűzték a napszélösszetétel-mérő fóliát. (A képen Buzz Aldrin helyezi ki a fóliát.) |
|     | Először a rögzítőhevederek oldásával az űrhajósok kinyitották a Tudományos Műszertároló Rekeszt. (A képen Pete Conradot látjuk a művelet közben.) |
|     | A hevederek és a rekesz tetejére épített kis gém segítségével az összehajtogatott, kompakt csomag formában rögzített műszereket engedték le a talajra. Az Apollo–11-nél Buzz Aldrin nem használta a leeresztőrendszert, lévén sokkal egyszerűbb a műszercsomag és korlátozottabb a rendelkezésre álló idő, míg az Apollo–17 űrhajósai is elvetették a használatát, szintén időtakarékossági szempontok miatt. (A felső képen Alan Bean a második műszercsomagot veszi ki a műszertárolóból.) (Az alsó képen egy, a holdkompból kirakodott, szállításra váró műszercsomag látható.)                                                                             |
|     | A Központi egység fűtőanyagát tartalmazó plutóniumtartályt külön tárolóhelyen szállította a holdkomp, ezt a rendkívül biztonságos tárolót kellett kioldani és olyan helyzetbe állítani, hogy le lehessen ereszteni a talajra. (Itt éppen Bean oldja a plutóniumtartály rekeszét.) |
|     | Következett a plutóniumtartály kiemelése és elhelyezése a generátorban. Ehhez két speciális szerszámot használtak az űrhajósok, egy kerek fogantyút a tartály végén (a DRT-t) és egy a tartály hossztengelyében levő furatba tekerhető rudat (a FTT-t), mivel a tartály túl forró volt, hogy megfogják. (A képen Alan Bean emeli ki a plutóniumtartályt a holdkompból. A kép előterében, Bean lába mellett látható a generátor, amelynek közepébe kellett a tartályt belecsúsztatni. Az űrhajós háta mögött pedig a mintavételhez és az ALSEP üzembehelyezéséhez szükséges eszközök hordozására szánt HTC – Hand Tool Carrier (kéziszerszám hordozó) látható.) |
|     | A különböző eszközök, műszerek kitárolását követően szállításra alkalmas állapotba kellett hozni a műszercsomagokat. (A képen Alan Bean az ALSEP központi egységének rádióantennáját emelőrúdként használva súlyzó formájú csomagot képez a műszerekből. Az Apollo–14-nél a szállítási előkészítés a MET-re való, a holdjárós küldetéseknél pedig a Lunar Roverre való felpakolással történt meg.) |
|     | A szállítási művelet során egy olyan távolságban fekvő sík területre vitték az űrhajósok az ALSEP-et, ahol már nem érintette a holdkomp későbbi felszállásának hatása a műszereket. (A képen Alan Bean cipeli a „súlyzót”.) |
|     | A kiválasztott helyszínen az addig egymáshoz rögzített műszereket szét kellett bontani a csomagjaikból. Ez az egymáshoz rögzítésre használt speciális rögzítőpeckekkel történt. (A képen Pete Conrad kezd neki a szétcsomagolásnak az antennarúd leválasztásával. |
|     | A tényleges felállítás első művelete a központi állomás felállítása volt. A rögzítőpeckek oldását követően egy rugós mechanizmus automatikusan működési állásba állította az állomás dobozát, csak az antennát kellett csatlakoztatni rá. (A képen Jim Lovell látható az Apollo–13 ALSEP aktiváló tréningje közben, ahogy a központi állomás felállítását végzi.) |
|     | A központi egység felállítása után az egyes műszerek felállítása és kábelekkel a központi állomáshoz csatlakoztatása következett, amellyel lényegében megtörtént a műszer aktiválása is. (A képen John Young foglalatoskodik az Apollo–16 ALSEP-jének végső simításaival.) |

### Magyar irodalom
- Dancsó Béla: Holdséta – A Holdra szállás története, Novella Kiadó Kft, Budapest, 2004. ISBN 978-963-9442-24-5

### Külföldi oldalak
- Exploring the Moon – A Lunar and Planetary Institute elsősorban technikai adatokat tartalmazó gyűjteménye a leszállásokról (angol nyelvű oldal)
- William David Compton: Where No Man Has Gone Before: A History of Apollo Lunar Exploration Missions – online könyv (angol nyelvű oldal)
- Thomas A. Sullivan: Catalog of Apollo Experiment Operation – az ALSEP műszerek és kísérletek összefoglalása (angol nyalvű oldal)